# Robert H. Waterston

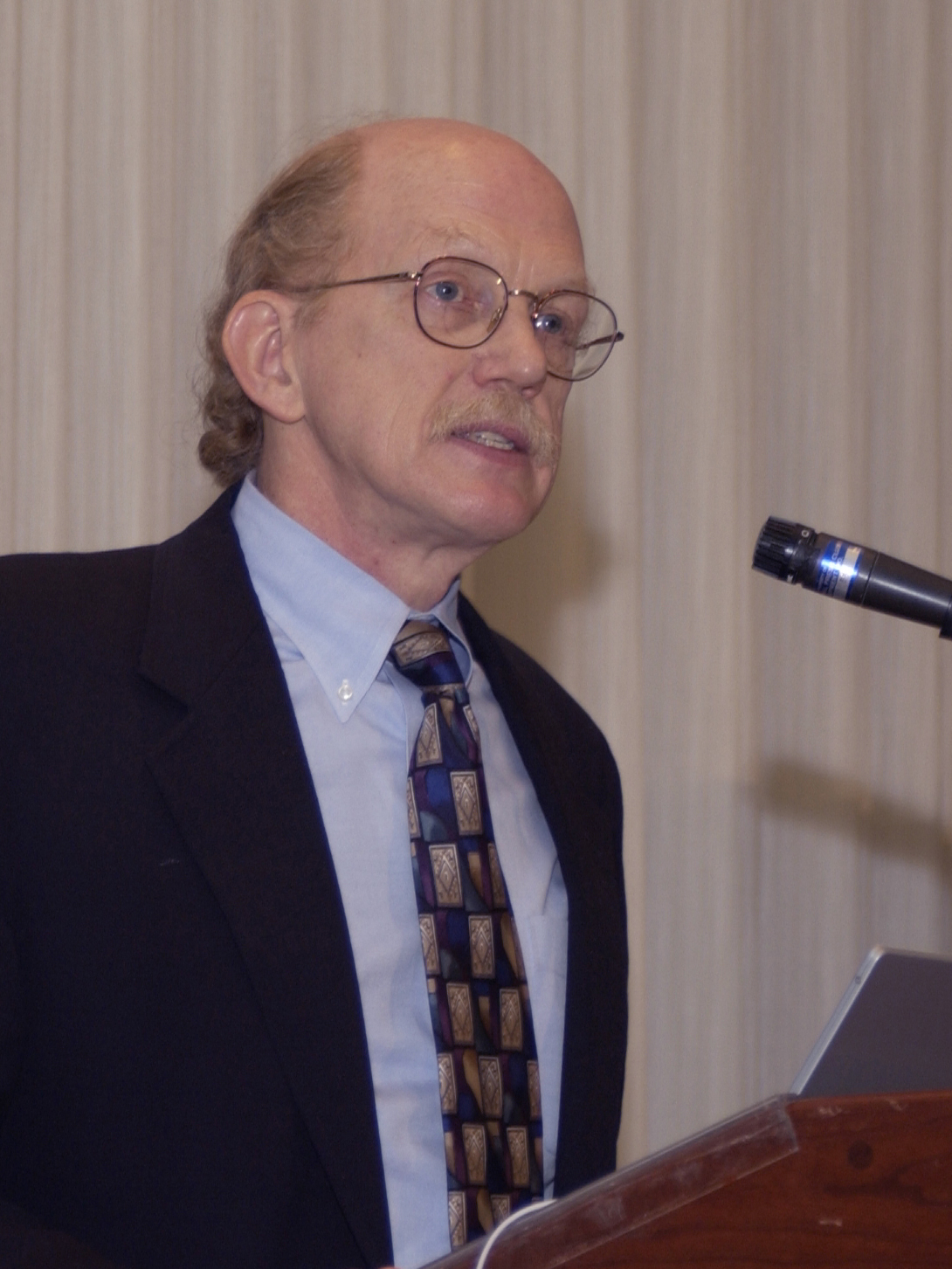
Robert Waterston (Maggie Bartlett, 2002)

Robert Hugh Waterston (* 17. September 1943 in Detroit, Michigan) ist ein US-amerikanischer Genetiker und Professor an der University of Washington in Seattle, Washington.

## Leben
Waterston erwarb 1965 einen Bachelor an der Princeton University in Princeton, New Jersey, und 1972 sowohl einen M.D. als auch einen Ph.D. an der University of Chicago in Chicago, Illinois. Als Postdoktorand arbeitete er bei Sydney Brenner am Medical Research Council (MRC) für molekulare Biologie in Cambridge, England. 1976 wurde Waterston Mitglied des Lehrkörpers der Washington University in St. Louis, Missouri. Bei einem erneuten Aufenthalt am MRC 1985 arbeitete er mit John Sulston zusammen. 2003 wechselte Waterston an die University of Washington in Seattle, Washington und steht heute (Stand 2011) als Professor für Genetik der gleichnamigen Abteilung vor.

## Wirken
Waterston führte das Projekt zur Genomsequenzierung des Fadenwurmes Caenorhabditis elegans – der erste mehrzellige Organismus, dessen Genom sequenziert wurde. Waterston leistete auch wichtige Beiträge zur Genomsequenzierung des Menschen (Humangenomprojekt), wobei er sich für öffentlichen Zugang zu genomischen Informationen einsetzt. Er gilt als Pionier der genetischen Analyse von Muskeln.

## Auszeichnungen (Auswahl)
- 1985 Guggenheim-Stipendium[1]
- 2000 George W. Beadle Award der Genetics Society of America mit John E. Sulston[2]
- 2000 Mitgliedschaft in der National Academy of Sciences
- 2001 Mitgliedschaft im Institute of Medicine
- 2002 Alfred P. Sloan, Jr. Prize mit John E. Sulston[3]
- 2002 Gairdner Foundation International Award[4]
- 2002 Dan-David-Preis[5]
- 2004 Mitgliedschaft in der American Academy of Arts and Sciences
- 2005 Gruber-Preis für Genetik[6]